# Rura Kominiarska
Rura Kominiarska – jaskinia w Dolinie Kościeliskiej w Tatrach Zachodnich. Wejście do niej znajduje się w północnym zboczu masywu Kominiarskiego Wierchu, w górnej partii ramienia odchodzącego ku Raptawickiej Turni, na wysokości 1510 metrów n.p.m. Jaskinia jest pozioma, a jej długość wynosi 36 metrów. 

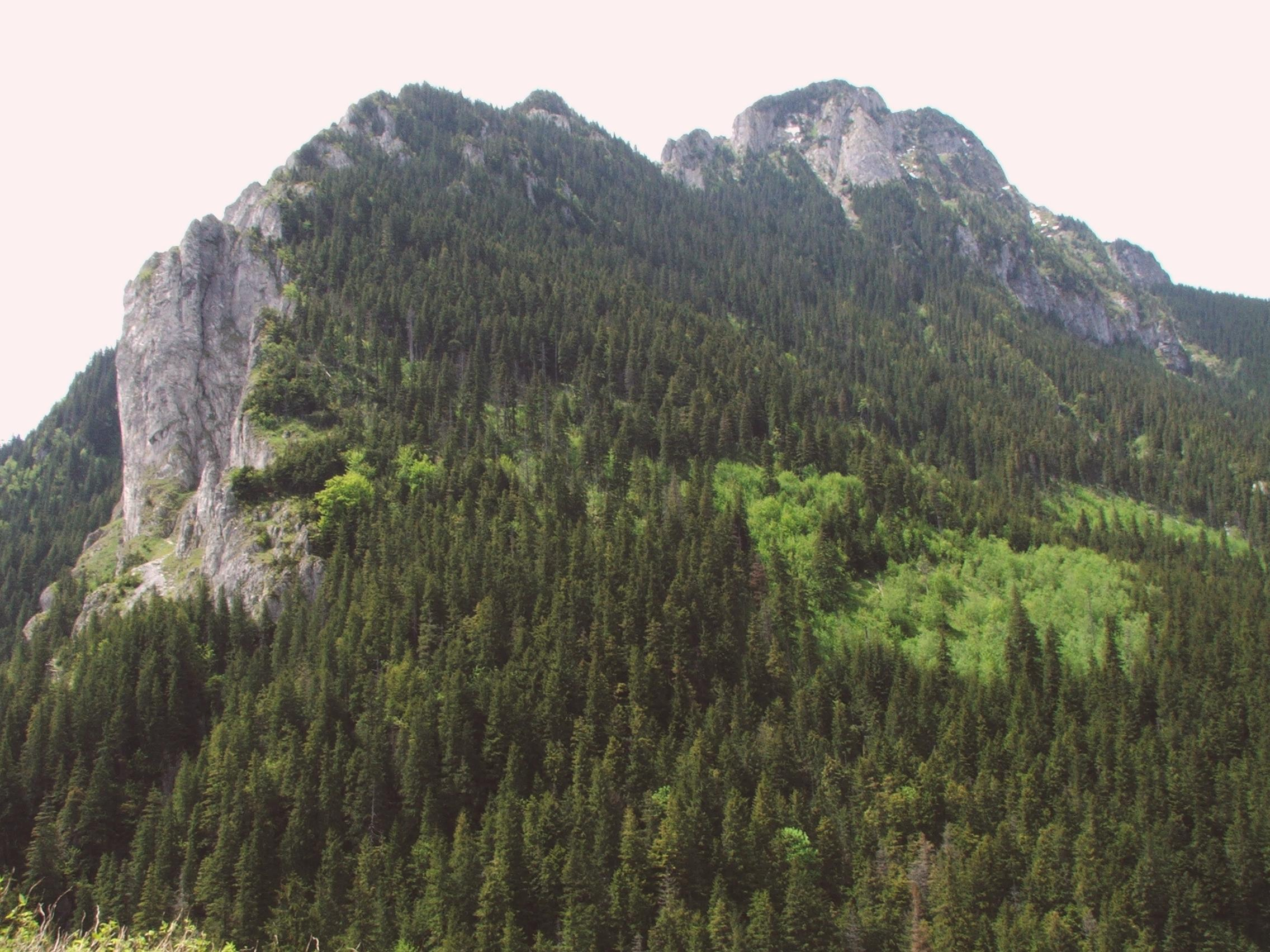
Raptawicka Grań

## Opis jaskini
Jaskinię stanowi poziomy korytarz w kształcie rury zwężającej się ku końcowi. Znajdują się w nim niewielkie prożki. Kończy się namuliskiem.
Od korytarza odchodzi kilka ciasnych, krótkich odgałęzień.

## Przyroda
W jaskini występują ładne nacieki grzybkowe. 
Ściany są mokre, spływa po nich woda. Do 5 metrów od otworu rosną mchy.

## Historia
Jaskinię odkryli w 1967 roku A. Duczmal i J. Nickowski z AKT Poznań.